# ESF éditeur
 (mai 2020).
Si vous disposez d'ouvrages ou d'articles de référence ou si vous connaissez des sites web de qualité traitant du thème abordé ici, merci de compléter l'article en donnant les références utiles à sa vérifiabilité et en les liant à la section « Notes et références ».
Pour les articles homonymes, voir ESF.
ESF Éditeur est une maison d’édition française créée en 1928 sous le nom Éditions Sociales Françaises.
ESF éditeur est un département des Éditions Législatives qui exploite le fonds en action sociale. Les collections en sciences humaines (Formation permanente, Pédagogies, Bien Lire et Aimer Lire, Art de la Psychothérapie et Psychologies & psychothérapies) sont exploitées par Cognitia, société créée par Sophie Courault, précédemment directrice éditoriale d'ESF Éditeur, désormais dirigeante de ESF Sciences-Humaines.

## Présentation
ESF éditeur a été créé en 1928 et édite depuis cette date des livres, des ouvrages à feuillets mobiles (guides) et depuis plus récemment[évasif] des CD-Roms et des bases de données sur Internet.
Elle utilisait les marques éditoriales : Éditions Fortuny, Librairie de Prony, Le Concert Français, Les Fêtes Françaises, La Bibliothèque Fortuny et L'Écran Français.

### Domaines traités
ESF éditeur publie des ouvrages autour des thèmes suivants : Action sociale, Formation, Ressources humaines, Management, Efficacité professionnelle, Développement personnel, Pédagogie, Petite enfance et Psychothérapie.

## Historique

### Période  1928-1949
Le premier président de la société, M. de Bonvoisin est, en outre, directeur général du Comité central des allocation familiales et des assurances sociales.
En 1932 sont créés les premiers « petits guides », brochures de vulgarisation à large diffusion : guide du logement, guide des familles qui, au fil des années, atteindront des tirages de plusieurs centaines de milliers d’exemplaires. Le Guide de la jeune mère connaît sa première publication en 1939.
La « Bibliothèque des Foyers » est fondée en 1940 et le journal Benjamin est édité en zone libre. En 1942 est créé le Manuel Pratique de Législation Familiale qui devient en 1943 le Guide Familial.

### Période 1949-1974
- Sciences Humaines Appliquées, dirigée par le Professeur Sivadon,
- La vie de l’Enfant, dirigée par le professeur Michel Soulé,
- Formation Permanente en Sciences Humaines, dirigée par le Professeur Mucchielli.

En 1952, Gérard Didier prend parallèlement la direction des Éditions de l’Entreprise Moderne créées par son père en 1947 dans le prolongement de ses activités de formation pour éditer la revue Travail et Maîtrise et le Manuel de l'agent de maîtrise.
Gérard Didier, après avoir changé le nom de la société en « Entreprise Moderne d’Édition » (EME), crée et développe l’un des premiers fonds d’édition spécialisés dans le domaine tout nouveau à l’époque, de la gestion des entreprises et du management. C’est bientôt un catalogue de quelque 250 titres qu’il offre aux gestionnaires des entreprises et des collectivités.
Gérard Didier entre en 1965 au conseil d’administration des Éditions Sociales Françaises.
La société prend pour dénomination Les Éditions ESF en 1970. L'année suivante est acquise la librairie Sabri, rue Saint-Jacques à Paris pour avoir un point de vente aux librairies des fonds ESF et EME sur la rive gauche. Puis, la société Sabri, outre la librairie, devient une société de services assurant la gestion administrative, comptable et commerciale pour le compte d’ESF et EME. Gérard Didier en assure la gérance.
En 1973 sont construits des locaux de stockage et d’expédition à Brétigny-sur-Orge.

### Période 1975-1989
Les Éditions ESF absorbent en 1979 le fonds d’ouvrages de librairie de l’Entreprise Moderne d’Édition tout en gardant la marque de cette dernière. La société des Publications EME (Édition de Médias d’Entreprise) est fondée pour exploiter les revues et les agendas de l’ancienne Entreprises Moderne d’Édition.
En 1987 Éditions ESF absorbent les Publications EME et ses Productions et la société Sabri, devenue sans objet, est dissoute. Pendant toute cette période, Gérard Didier continue à développer le rayonnement[non neutre] de la revue Bonheur et s’emploie à resserrer encore les liens[style à revoir] avec la Caisse nationale des allocations familiales et avec chacune des caisses abonnées.
Entre 1975 et 1989, le nombre de Caisses abonnées à la revue passe de 59 à 87 et la diffusion annuelle de 11 400 000 à 22 432 000 exemplaires. Il confie la régie publicitaire à un nouveau régisseur, la société Média Planète.
Les Éditions ESF deviennent ESF Éditeur en 1989. Sous l’impulsion de Françoise Dauzat, nouvelle directrice de la maison d’édition, la cohérence et l’unité des fonds est parachevée.[Interprétation personnelle ?] La période qui suit est marquée par le départ de Claude Chichet, directeur de l'Édition.

### Période 1990-2015
ESF Éditeur rejoint le groupe Prat en 1994. Vincent Wackenheim succède à Françoise Dauzat à la tête du département librairie. Karine Mallet-Belmont en tant que directrice commerciale prend en charge l’ensemble des questions de diffusion et de promotion des ouvrages de librairie d’ESF Éditeur. En 1998 Reed Business Information France (groupe Reed Elsevier) rachète le groupe Prat et ESF Éditeur[réf. nécessaire]. Ce rachat marque un changement de culture de l'entreprise[Interprétation personnelle ?].
Le 20 janvier 2000, la société ESF Éditeur est radiée et cette année-là est publiée le Guide de la Protection de l’Enfance, un guide à feuillets mobiles destinés aux travailleurs sociaux pour accompagner les mineurs et les jeunes majeurs en difficulté[réf. nécessaire].
ESF Éditeur lance en 2001 le Guide du Handicap commercialisé à l’attention des travailleurs sociaux travaillant aux contacts des personnes handicapées. Le Guide du Directeur d’établissement social et médico-social est créé en 2002 pour aider les cadres des établissements sociaux dans leur gestion. Ce guide est aujourd’hui proposé sous la marque Direction(s)[réf. nécessaire].
ESF Éditeur lance en 2004 une nouvelle collection nommée Management les Guides, en partenariat avec le magazine Management (groupe Prisma) et en 2005 paraît le Guide des Établissements d'accueil de la Petite enfance à destination des Directrices et Directrices adjointes d'établissements d'accueil ou de services (Crèches, Halte-Garderies, Multi-accueil, relais Assistantes Maternelles…). La même année, le site www.guide-des-salaires.com est mis en ligne à l’attention des professionnels des ressources humaines[réf. nécessaire].
En 2007 www.guide-familial.fr est mis en ligne, prolongement sur Internet du Guide créé en 1942 par le Commissariat général à la Famille avant en 2008 la refonte du Guide de la Protection de l'Enfance[réf. nécessaire].
Le groupe Reed Elsevier se sépare en 2013 de la société Reed Business Information France qui devient le groupe Intescia à la suite du rachat par les fonds EDRIP et BNP Paribas auquel ont participé certains salariés de RBI.
Les Éditions Législatives rachètent en 2014 le Guide des Salaires et le Guide de la Formation au groupe Intescia puis en 2015, les collections et guides dans le domaine de l'action sociale au groupe Intescia. Les collections en sciences humaines Formation permanente, Pédagogies, Pratiques et Enjeux Pédagogiques, Bien Lire et Aimer Lire, Didactique du Français, Art de la Psychothérapie, Psychologies & psychothérapies, sont reprises par Cognitia, société créée par Sophie Courault, précédemment directrice éditoriale d'ESF Éditeur[réf. nécessaire].

### 2016-2023
ESF Éditeur, département des Éditions Législatives, publie depuis 2016 exclusivement des ouvrages dans le domaine de l'action sociale. Les ouvrages en pédagogie, psychologie, psychothérapie et formation sont publiés, depuis fin 2015, sous marque ESF Sciences Humaines (marque de Cognitia).